# Thereva spiloptera
Thereva spiloptera är en tvåvingeart som beskrevs av Christian Rudolph Wilhelm Wiedemann 1824. Thereva spiloptera ingår i släktet Thereva och familjen stilettflugor. Inga underarter finns listade i Catalogue of Life.